# طيران الهند الرحلة رقم 171
رحلة طيران الهند رقم 171 كانت رحلة ركاب دولية مجدولة من مطار سردار فالابهبهاي باتل الدولي في أحمد آباد بالهند إلى مطار غاتويك بلندن في المملكة المتحدة. في 12 يونيو 2025، تحطمت الطائرة بعد وقت قصير من إقلاعها في حي ميغاني ناجار في أحمد آباد، خارج محيط المطار مباشرة. كانت الطائرة، وهي من طراز بوينغ 787-8 دريملاينر، تقل 230 راكبًا و12 من أفراد الطاقم، وفقًا للمسؤولين. دفع الحادث إلى استجابة طارئة واسعة النطاق، مع نشر وحدات إطفاء وإنقاذ متعددة. ويجري مكتب التحقيق في حوادث الطائرات (AAIB) في الهند حاليًا تحقيقًا في سبب الحادث. كان هذا أول حادث تحطم وخسارة هيكل لطائرة بوينج 787 منذ طرحها في عام 2011 وأول خسارة كبيرة لهيكل طائرة الخطوط الجوية الهندية منذ تفجير رحلة الخطوط الجوية الهندية رقم 182 في عام 1985.

## الخلفية
كانت الطائرة المعنية من طراز بوينغ 787-8 دريملاينر، عمرها أحد عشر عامًا، مسجلة برقم VT-ANB، ومجهزة بمحركي جنرال إلكتريك جي إي أن إكس. حلقت لأول مرة في 14 ديسمبر 2013، وسُلمت إلى طيران الهند في 28 يناير 2014.

### الركاب وأفراد الطاقم
| الجنسية         | الركاب | الطاقم | الإجمالي |
| --------------- | ------ | ------ | -------- |
| الهند           | 169    | 12     | 181      |
| المملكة المتحدة | 53     | —      | 53       |
| البرتغال        | 7      | —      | 7        |
| كندا            | 1      | —      | 1        |
| Total           | 230    | 12     | 242      |

كانت الطائرة تقل ما مجموعه 242 شخصًا، من بينهم 230 راكبًا (من ضمنهم 11 طفلاً ورضيعان)، وطياران و10 من أفراد طاقم الضيافة، وذلك بحسب المديرية العامة للطيران المدني (DGCA) وشركة طيران الهند. وكان من بين الركاب 169 مواطنًا هنديًا، و53 بريطانيًا، وكنديٌ واحد، و7 برتغاليين. كما كان رئيس وزراء ولاية كجرات السابق فيجاي روباني ‏ على متن الرحلة. وتولى قيادة الرحلة الكابتن سوميت سابهاروال والمساعد الأول كلايف كوندار.

## الحادث

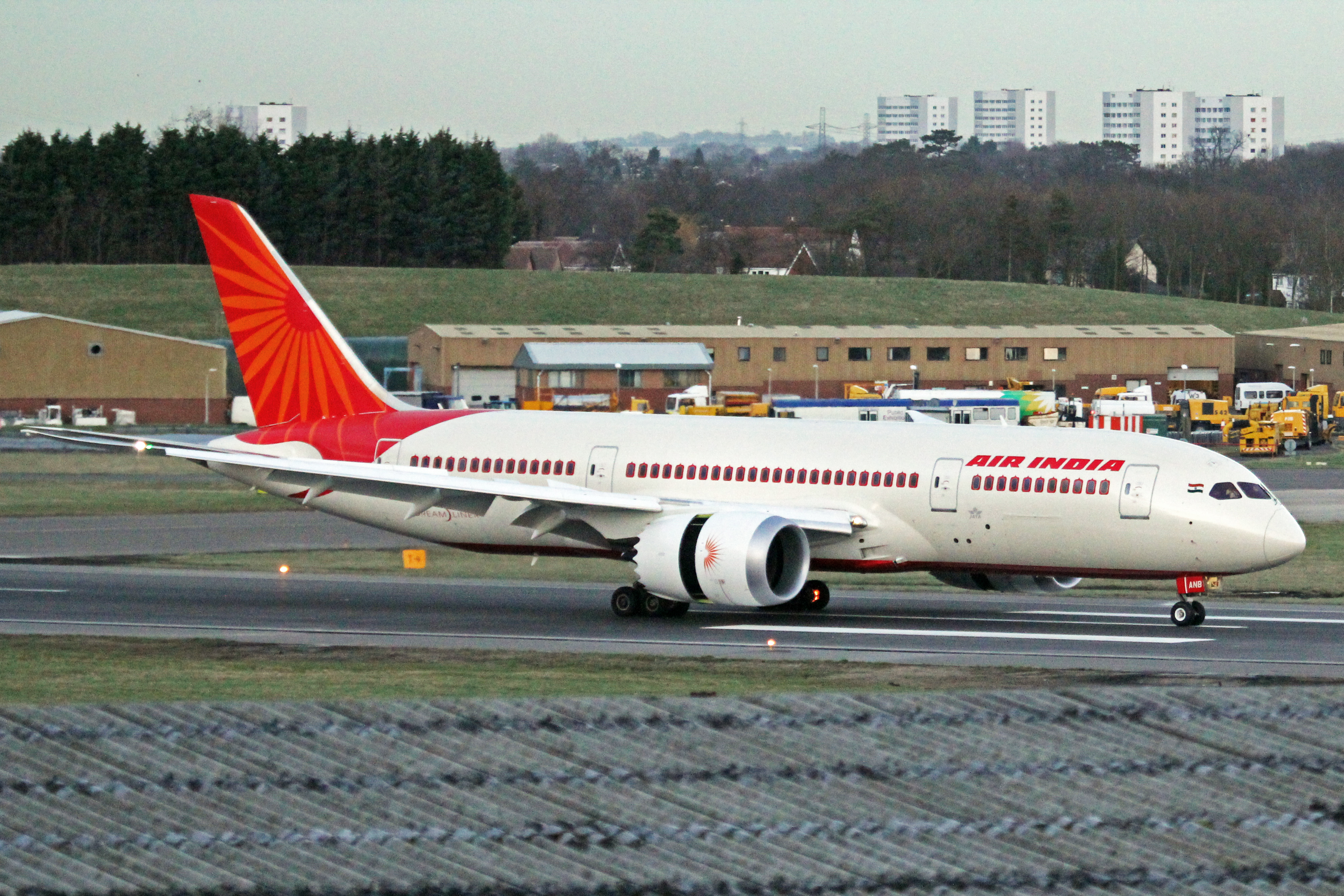
صورة الطائرة المتضررة ذات التسجيل VT-ANB

أقلعت الطائرة من مطار أحمد آباد في الساعة 13:38 بالتوقيت المحلي في طريقها إلى مطار غاتويك بلندن، أبلغ جهاز الإرسال والاستقبال إيه دي إس-بي للطائرة عن ارتفاع 191 مترًا قبل فقدان الاستقبال. قبل وقت قصير من فقدان الاتصال، أصدر طاقم الطائرة نداء استغاثة إلى مراقبة الحركة الجوية. وقع الحادث في وقت مبكر من بعد الظهر أثناء إجراءات الإقلاع. أفاد شهود عيان من منطقة ميغاني ناجار بسماع انفجارات متعددة، تلتها أعمدة كثيفة من الدخان يمكن رؤيتها من مواقع قريبة، بما في ذلك داربور. أخبر ضابط شرطة كبير في أحمد آباد وكالة ANI أن الطائرة تحطمت في مبنى نزل في كلية بي جيه الطبية.
وقد لوحظ في مقطع فيديو الحادث أظهر أنه أثناء سقوط الطائرة، لم تُسحب عجلاتها إلى الداخل، ويبدو أن اللوحات قد سُحبت إلى الداخل. وكان الطقس مستقرًا والرؤية واضحة. صرح وزير الصحة الهندي أن «العديد من الأشخاص» لقوا حتفهم في الحادث.
انتُشلت 30 جثة، ويزعم عمال الإنقاذ أن هناك المزيد من الأشخاص محاصرين تحت الأنقاض، ومن غير الواضح ما إذا كانت الوفيات من بين الركاب أو المقيمين في المضيف.

## الاستجابة للطوارئ

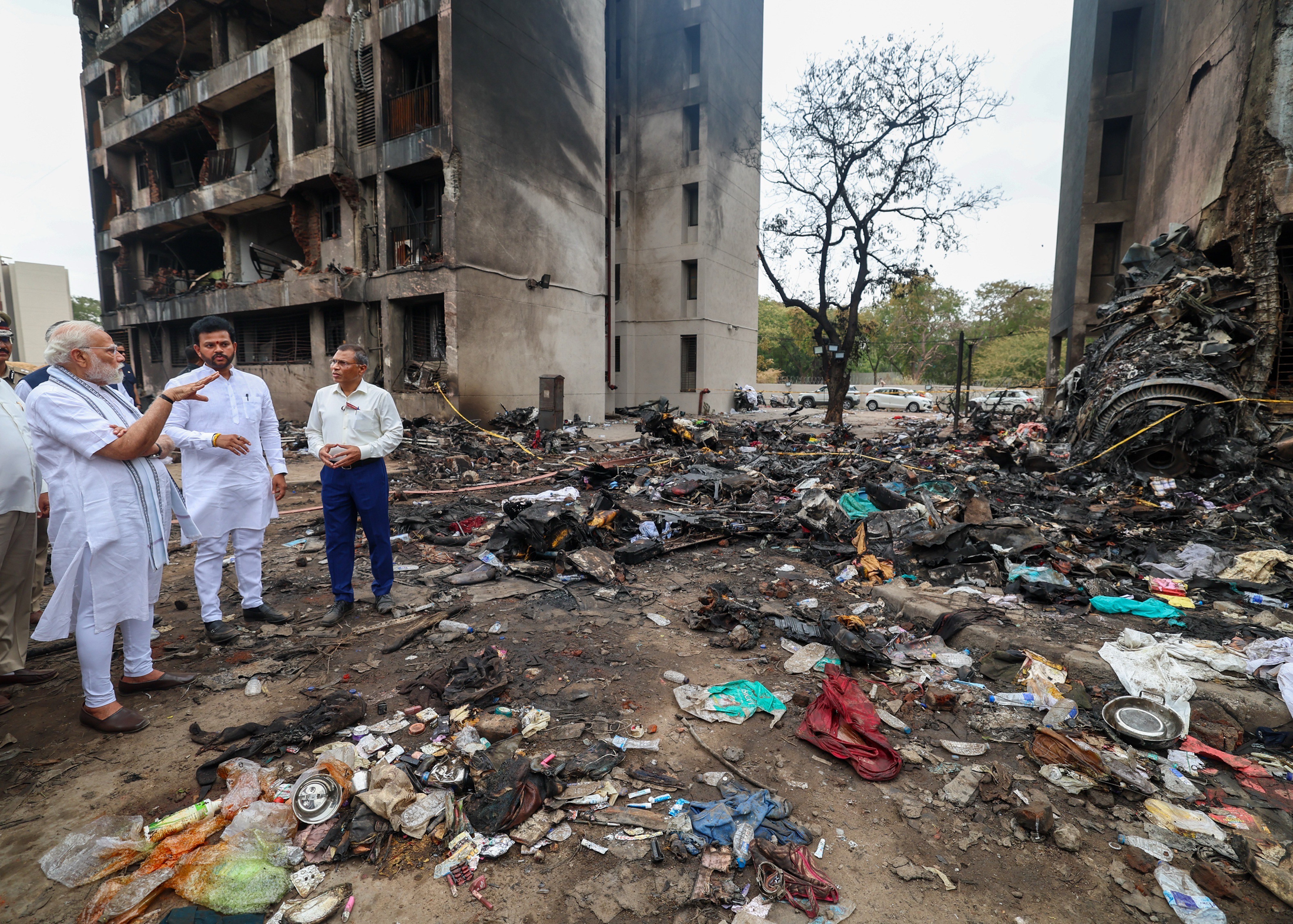
تحطمت الطائرة وانفجرت في منطقة سكنية

أُرسلت خدمات الطوارئ على الفور، ويشمل ذلك ما لا يقل عن سبع سيارات إطفاء وسيارات إسعاف متعددة. وأكدت إدارة خدمات الإطفاء والطوارئ في أحمد آباد نشر وحدات من أقسام مختلفة في المدينة. كما أُغلقت جميع الطرق المؤدية إلى موقع التحطم والمناطق المحيطة به لتسهيل عمليات الإنقاذ. وكانت قوة الأمن الصناعي المركزي (CISF)، المسؤولة عن أمن مطار أحمد آباد، من بين أوائل المستجيبين. وفعّل أفراد القوة بروتوكولات الطوارئ فور وقوع الحادث وهرعوا إلى الموقع للقيام بعمليات الإنقاذ. وهم يعملون بالتنسيق الوثيق مع السلطات المحلية وخدمات الطوارئ الأخرى لتأمين المنطقة ومساعدة الناجين وإدارة الموقع. كما نُشر الجيش الهندي للمساعدة في إزالة الحطام ومعالجة المصابين. وبعد وقت قصير من الحادث، عُلقت جميع عمليات الطيران في مطار أحمد آباد مؤقتًا.
وفقًا للشرطة، انتشل ما لا يقل عن 204 جثث من موقع التحطم حتى الساعة 6:36 مساءً بتوقيت الهند القياسي. ولم يتضح ما إذا كانت الجثث لركاب الطائرة أم لأشخاص كانوا على الأرض. ونُقل ما يصل إلى 60 طالبًا من طلاب الطب كانوا يقيمون في نزل للطلاب اصطدمت به الطائرة إلى المستشفى، وأصيب 41 شخصًا.

## التحقيق
يجري حاليًا التحقيق في سبب الحادث من قبل مكتب التحقيق في حوادث الطائرات ‏ (AAIB) في الهند.
وقد أطلقت المديرية العامة للطيران المدني وشركة طيران الهند تحقيقات في الحادث. وأُرسل فريق فني لتقييم سبب الحادث. في وقت وقوع الحادث، كانت الطائرة مزودة بالوقود اللازم للرحلة الطويلة إلى لندن، مما ساهم في شدة الحريق.
في 13 يونيو، وبعد 28 ساعة من البحث، استعادت فرقة الأمن الوطني (NSG) أول مسجلي الرحلة للطائرة، ولم توضح التقارير الأولية ما إذا كان مسجل صوت قمرة القيادة أو وحدة بيانات الرحلة. وفي وقت لاحق من نفس اليوم، استعاد فريق مكافحة الإرهاب في ولاية غوجارات (ATS) مسجل فيديو رقمي (DVR) من حطام الطائرة. يخزن مسجل الفيديو الرقمي لقطات من الكاميرات الخارجية وكاميرات المقصورة للطائرة وهو منفصل عن مسجلي الرحلة المعتمدين. بعد ساعات قليلة، عثر المحققون على الصندوق الأسود الثاني - مسجل بيانات الرحلة الرقمي (DFDR) للطائرة. كما أمرت المديرية العامة للطيران المدني بإجراء فحوصات فنية إضافية قبل المغادرة على جميع أسطول طائرات بوينغ 787 التابع لشركة الطيران بدءًا من 15 يونيو.
في 8 يوليو، قدم مكتب التحقيق في حوادث الطيران تقريرًا أوليًا يتضمن نتائجه الأولية إلى وزارة الطيران المدني والجهات الأخرى المعنية. ووفقًا لمسجل بيانات الرحلة، بدأت الطائرة رحلة الإقلاع في الساعة 13:37:37 بتوقيت الهند القياسي. وصلت الطائرة إلى سرعة الإقلاع البالغة 155 عقدة (287 كم/ساعة) في الساعة 13:38:35، وارتفعت عن المدرج بعد حوالي أربع ثوانٍ. في الساعة 13:38:42 وعندما وصلت الطائرة إلى أقصى سرعة مسجلة بلغت 180 عقدة (330 كم/ساعة)، توقف كلا المحركين بعد تحرك مفاتيح التحكم في الوقود الخاصة بكل منهما من وضع "تشغيل" إلى وضع "إيقاف" الواحد تلو الآخر بفارق ثانية واحدة. سجلت تسجيلات صوت قمرة القيادة سؤال أحد الطيارين للآخر عن سبب قطعه للوقود، مع رد الطيار الثاني بأنه لم يفعل ذلك. لم يحدد التقرير أي الطيارين أدلى بأي من هذه التصريحات.
في الساعة 13:38:47 ومع فقدان كلا المحركين للطاقة، أظهرت بيانات كاميرات المراقبة بالمطار ومسجل بيانات الرحلة أن توربين الهواء الاندفاعي انطلق تلقائيًا وبدأ بتوفير الطاقة الهيدروليكية والكهربائية في حالات الطوارئ. في الساعة 13:38:52، عاد مفتاح الوقود للمحرك رقم 1 إلى وضع "تشغيل"، تلاه بعد أربع ثوانٍ مفتاح المحرك رقم 2. عند هذه النقطة حاول النظام الرقمي للتحكم الكامل السلطة في المحرك لكل محرك إعادة تشغيل المحركات تلقائيًا. في حوالي الساعة 13:39:05 أطلق أحد الطيارين نداء استغاثة "ماي داي". استجاب مراقب الحركة الجوية بطلب رمز تعريف الرحلة ولكنه لم يتلق أي رد. بحلول نهاية تسجيل بيانات الرحلة في الساعة 13:39:11 كان المحرك رقم 1 قد اشتعل مرة أخرى وبدأ في الدوران، بينما اشتعل المحرك رقم 2 ولكن مع ضخ نظام التحكم الرقمي وقودًا إضافيًا استمرت سرعة دورانه المركزية في الانخفاض،
لم يحدد التقرير أي أعطال ميكانيكية ولم يوصِ بإجراءات سلامة للمشغلين أو مصنعي طائرة بوينج 787 أو محركاتها من طراز GEnx. ولا يزال سبب تحرك مفاتيح الوقود قيد التحقيق حتى وقت إصدار التقرير.

## ردود الفعل

### الحكومات

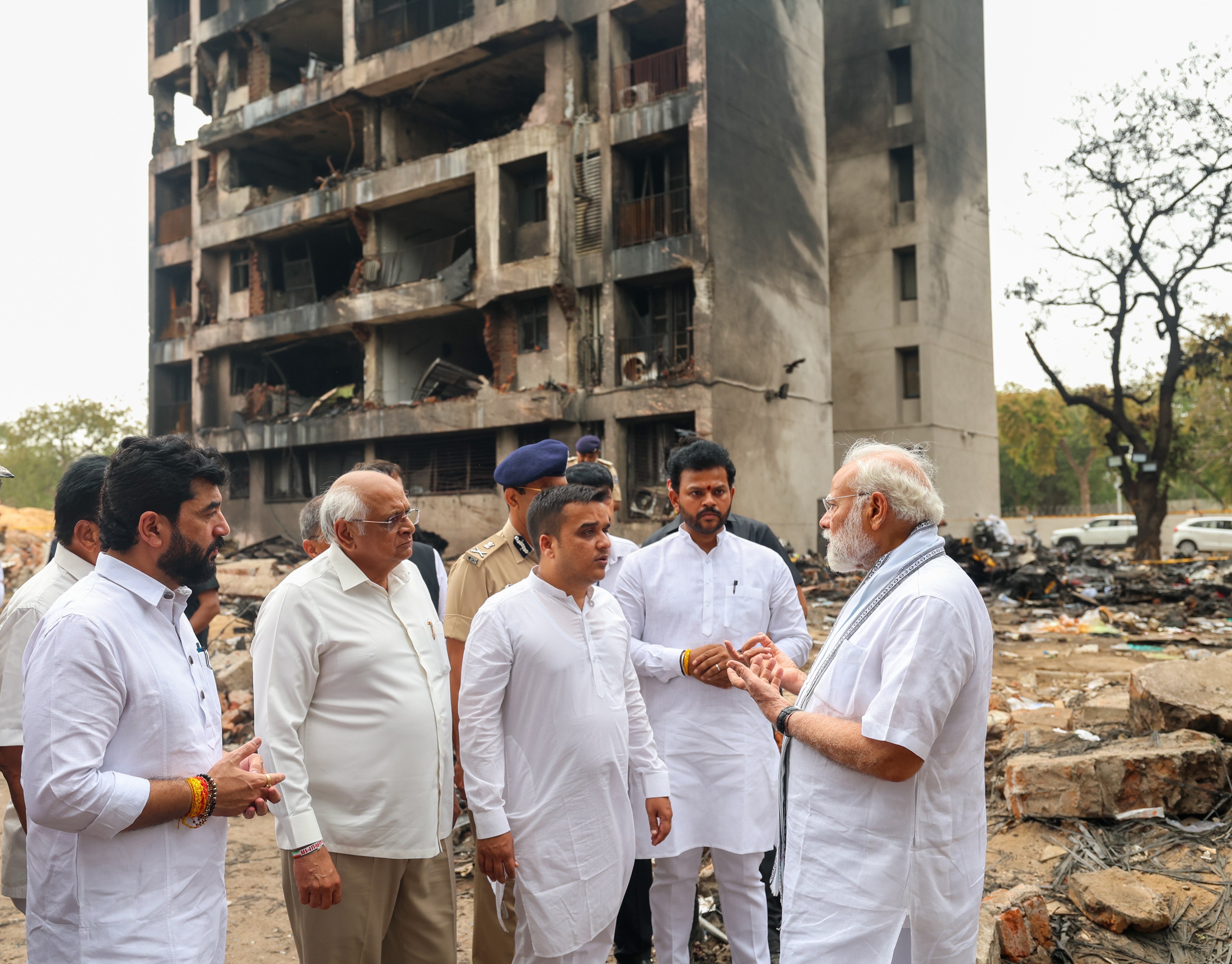
رئيس الوزراء ناريندرا مودي في موقع الحادث

الهند: أعرب رئيس الوزراء ناريندرا مودي عن تعازيه على منصة X قائلاً: «لقد أذهلتنا وأحزنتنا المأساة التي وقعت في أحمد آباد. إنها مفجعة تفوق الوصف. في هذه الساعة الحزينة، قلبي مع كل المتضررين. لقد كنت على اتصال بالوزراء والسلطات الذين يعملون على مساعدة المتضررين». وأفادت التقارير أن وزير الداخلية الهندي أميت شاه تحدث مع رئيس وزراء ولاية كجرات، باهوبندرا باتل، في أعقاب الحادث. وصرح باتل بأنه وجه المسؤولين لتنفيذ «عمليات إنقاذ وإغاثة فورية» واتخاذ الترتيبات على «أساس حالة حرب».
 المملكة المتحدة: في المملكة المتحدة، وصف رئيس الوزراء كير ستارمر الحادث بأنه «مدمر» وقدم تعازيه للركاب وعائلاتهم في هذا «الوقت العصيب للغاية». وأصدر الملك تشارلز الثالث والملكة كاميلا بيانًا أعربا فيه عن حزنهما العميق على المأساة وقدما تعازيهما لجميع المتضررين، وشكرا رجال الإنقاذ ومستجيبي الطوارئ على جهودهم. ورتبت وزارة الخارجية البريطانية فرق أزمات في الهند والمملكة المتحدة.

### الشركات
قال رئيس مجلس إدارة طيران الهند ناتاراجان شاندراسيكاران إن الرحلة 171 تعرضت «لحادث مأساوي» وأعرب عن «أعمق التعازي» للمتضررين. وقال إن تركيز شركة الطيران ينصب على دعم الضحايا وعائلاتهم، ومساعدة فرق الطوارئ، وتقديم تحديثات موثوقة. وفُعّل مركز للطوارئ وفرق دعم لأولئك الذين يبحثون عن معلومات.
صرحت شركة بوينغ بأنها على علم بالتقارير الأولية وتقوم بتقييم المعلومات. وانخفضت أسعار العقود الآجلة لأسهم الشركة بأكثر من 7% في أعقاب الحادث.